# Георги Горелски
Георги Горелски български народен певец и учител.
Той е рядък талант с близо 300 северняшки бисера в репертоара си. Започва да се изявява като певец в гимназията, когато го забелязва Борис Машалов и казва: „Този ще е моят заместник“. По професия Горелски е педагог, но надарен с артистичност и глас, отдава живота си на българската народна песен.

## Биография
Георги Горелски е роден в Търнава, Врачанско, но в края на 1950-те години се мести в Димитровград. Завършва учителски институт със специалност „Руски език“, работи като педагог и често завършва часовете по руски с българска народна песен. С приятен звучен глас и артистична дарба, сцената го привлича. Повече от 20 години пътува с различни самодейни групи. С еднаква лекота изпълнява народни песни, романси, арии от опери. Пее на руски, италиански, цигански… Участва в задгранични турнета в Ташкент, Германия, Турция, Франция, Русия, Швейцария и др.
На големи фолклорни форуми като събора в Копривщица през 1965 г., надпяванията в Ямбол, Сливен, песните му донасят десет златни медала, дипломи и грамоти – признание за таланта му. На едно такова народно празненство го чува композиторът Петко Стайнов и възхитен дава оценка: „Пей, ти си на верен път! Пей, за да радваш и веселиш хората. Удивително е, че учител се занимава така старателно с фолклор. Гласът ти е чуден, дикцията – чиста, фразата – стегната. Радвам се, че те чух“.
Голяма част от репертоара на Георги Горелски е записан в Радио Стара Загора и София, а чрез радиото името и песните му стават известни. И все пак някои от тях се радват на изключителна обич сред слушателите, пише фолклористът Борислав Геронтиев в анотацията за грамофонна плоча: „Не само защото са бисери на народното творчество, но и защото чрез тях Горелски изявява спонтанно ярката си дарба на народен изпълнител, разкрива неповторимата привлекателност на своя красив, тембрист глас.“
В паметта на приятелите и почитателите си Георги Горелски е известен с перфекциониозма и любовта в работата си. Малин Димовски, съгражданин, му посвещава книгата си „Отвъд предела“, в която негови ученици говорят с уважение и обич за любимия учител. Ето какво е споделила Живка Шишкова, главен уредник в музей: „В края на всеки час запяваше и светът ставаше друг, ние също. Толкова бяха вълшебни тези песни, толкова бе проникновен този глас, толкова чист е човекът, че като си спомням за него, винаги ми се иска да бъда бяла и добра, та дано моят учител ме хареса“. Светла Билярска от детския отдел на библиотеката в Димитровград добавя: „Никога не бях чувала такива завладяващи песни, сякаш взети от резбованата орехова ракла на баба, извадени от моя учител, от този древен български алманах, който ние опознавахме“.